# محمية شمواري للحياة البرية
تقع محمية شموراي للحياة البرية على بُعد 75 كيلومترًا خارج مدينة جكيبرها، في إقليم كيب الشرقية بجنوب إفريقيا.
يركز العمل في هذه المحمية بشكل أساسي على إدارة النظام البيئي وتنميته وإعادة تأهيله، بعد أن تعرض لتغيرات كبيرة نتيجة سنوات طويلة من الزراعة. وتُعد المحمية جزءًا من شبكة إندالو البيئية.

## الحياة البرية
تضم المحمية مجموعة متنوعة من الحيوانات، من بينها "الخمسة الكبار" الشهيرة، إلى جانب فرس النهر، والزرافة الجنوب أفريقية، وحمار الوحش الجبلي، والفهد الأفريقي الجنوبي الشرقي، بالإضافة إلى أنواع أخرى من الحيوانات البرية والضباع.

## الجوائز والأوسمة
في عام 2005، حصلت محمية شموراي على جائزة "أفضل ممارسات الحفاظ على البيئة" من الصندوق العالمي للطبيعة.[بحاجة لمصدر]

## في الثقافة الشعبية
كانت المحمية موضوعًا لسلسلة تلفزيون الواقع شمواري الحياة البرية، التي عُرضت على منصة نتفلكس في عام 2018. 
كما تم تصوير المسلسل البريطاني مدرسة سفاري في هذه المحمية، بالإضافة إلى سلسلة وثائقية من إنتاج قناة كوكب الحيوان بعنوان شموراي: الحياة البرية، والتي سلطت الضوء على ما يجري خلف الكواليس في المحمية.

## المنظمات الشريكة

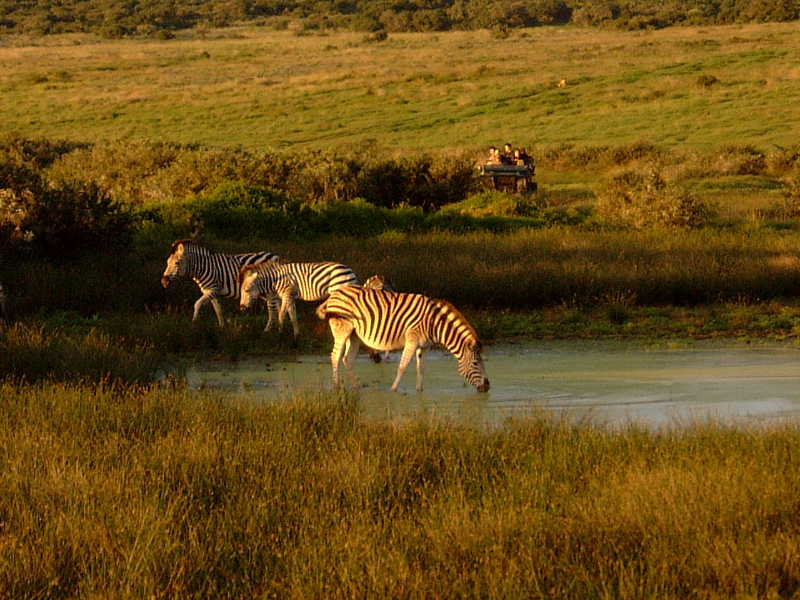
الحمير الوحشية، محمية شموراي للألعاب.

تدعم مؤسسة وٌلِدَ حراً مركزًا في محمية شموراي يقدم رعاية مدى الحياة للأسود والفهود التي تم إنقاذها من ظروف قاسية في السيرك أو حدائق الحيوان حول العالم.
تدير المؤسسة مركزين داخل المحمية، أحدهما في القسم الشمالي والآخر في القسم الجنوبي.

## روابط خارجية
- موقع شموراي
- مؤسسة مولود حر